# GEHOC
Das German HAWK Operations Center (GEHOC) war ein Kampfführungsgefechtsstand der Flugabwehrraketengruppen HAWK der Luftwaffe.

## Geschichte
Die Kampfführungsanlage HAWK (GEHOC) wurde von der Firma DASA entwickelt und 1994 in der   Luftwaffe eingeführt. Mit der Außerdienststellung des Waffensystems HAWK im Jahr 2005 endete die Nutzung des GEHOC bei den Flugabwehrraketenverbänden der Bundeswehr.

## Aufgaben
Das GEHOC hatte die Aufgabe, den Feuerkampf der ihm unterstellten Feuereinheiten (Fire Units, FU) zu führen und zu überwachen und den Informationsaustausch sowohl mit dem übergeordneten Gefechtsstand (Higher Echelon Unit, HEU) als auch mit den unterstellten Einheiten sicherzustellen.
Hierzu hatte das GEHOC:
- für die Kampfführung bedeutsame Informationen zu verknüpfen und zu einer Lage zusammenzustellen,
- prozedurale Identifizierungsverfahren anzuwenden,
- Bedrohungsanalyse, Waffenzuweisung und Bekämpfungsüberwachung durchzuführen.

Dabei war das GEHOC auf Informationen angewiesen, die es über Datenverbindungen (Army Tactical Data Link (ATDL)-1, Link 11B) erhielt oder die vom Bediener eingegeben wurden.
Die Aufgaben des GEHOC lassen sich wie folgt zusammenfassen:
- Datenkommunikation
- Luftlageerstellung
- Identifizierung
- Bedrohungsanalyse
- Waffenzuweisung
- Bekämpfungsüberwachung.